# Bats, l'invasion des chauves-souris
Pour plus de détails, voir Fiche technique et Distribution.
Bats, l'invasion des chauves-souris (Vampire Bats) est un téléfilm américain réalisé par Eric Bross et diffusé en 2005 à la télévision.

## Synopsis
Après une soirée bien arrosée, une bande de jeunes se fait attaquer par des chauves-souris mutantes. Rapidement les soupçons se tournent vers une société industrielle qui rejette ses déchets dans la rivière du coin...

## Fiche technique
- Scénario : Doug Prochilo
- Durée : 90 minutes
- Pays :  États-Unis
- Genre : horreur

## Distribution
- Lucy Lawless : Maddy Rierdon
- Dylan Neal (V. F. : Pierre Tessier) : Dan Dryer
- Liam Waite : Game Warden Jan Schuster
- Timothy Bottoms : Hank Poelker
- Craig Ferguson : Fisherman #1
- Brett Butler : Shelly Beaudraux
- Tony Plana : Shérif Herbst
- Jessica Stroup : Eden
- Jrod : Wayne
- Arnie Pantoja : Jason
- Brandon Rodriguez : Aaron
- Robin Hines : Lizzie
- Josh Segarra : Miles
- Andrew Matthews : Keith Cline
- Donna DuPlantier : Coroner
- Damon Lipari : Mickey
- Bobby Camposecco (V. F. : Laurent Larcher): Don
- Stephanie Honore : Josie
- Jacque Henry : Rebecca
- Emily Michel : Rami
- Peggy Walton-Walker : Dr Kason
- Mitch Braswell : Fisherman #2
- Chip Lane : Deputy Sheriff
- Juanita Peters : Desk Sheriff
- Paul Wensley : Dil (Airboat Operator)
- Veronica Mosgrove : TV Reporter
- Stephen Rue : Gentleman Friend
- Maria Mason : Bar Owner
- Bruce Trammel : Boat Captain
- Lauren Messervey : Bambi
- Debra Taylor Coulter : Laughing Alumni at Cocktail Party on Boat
- Michael Dardant : Student
- Jacob Hamil : Guard
- Amanda Twohig : Dancer